# Stanisław Bergman

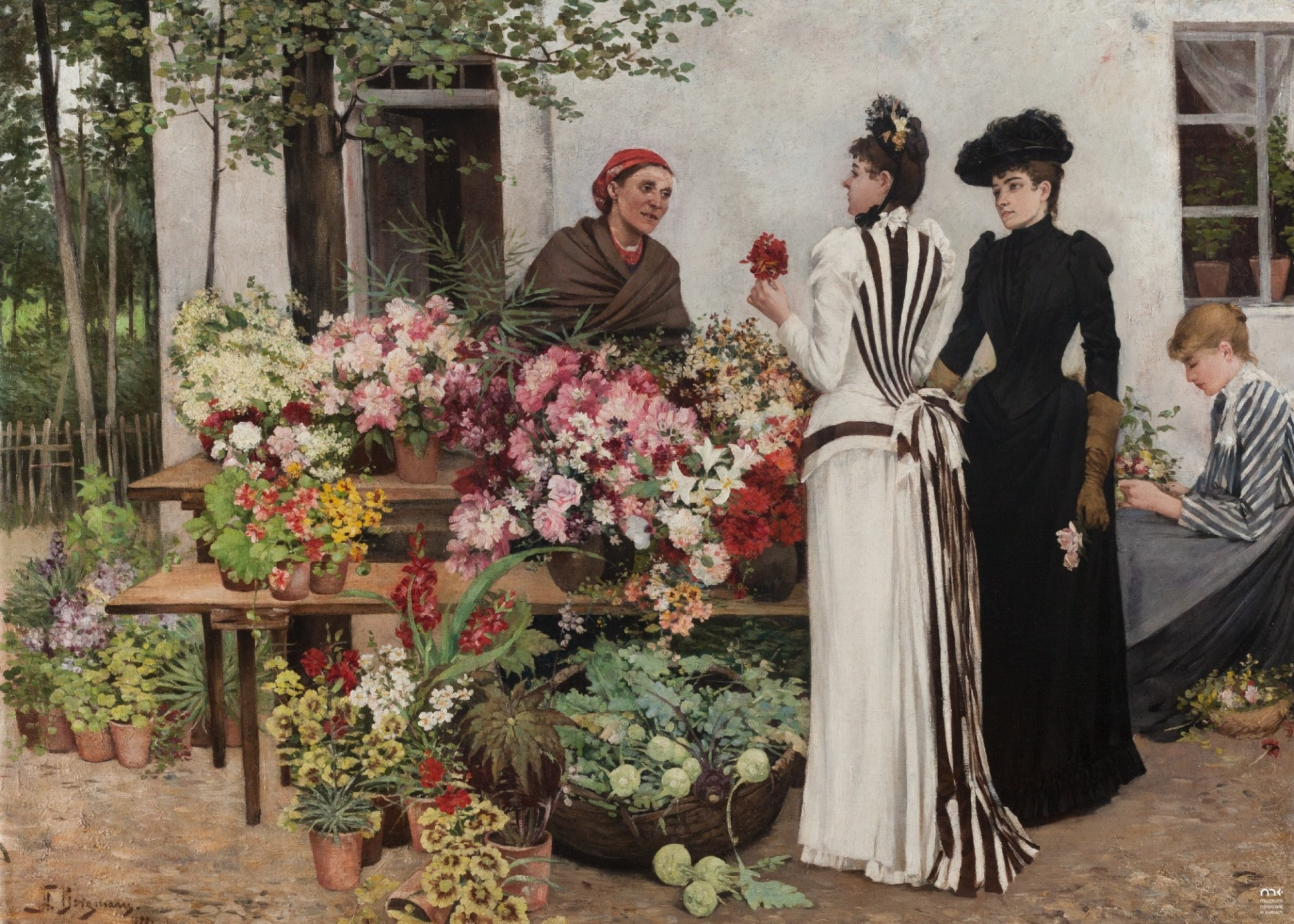
Blumenstand

Stanisław Wojciech Bergman (* 13. April 1862 in Krosno; † 25. August 1930 ebenda) war ein polnischer Historien-, Genre- und Porträtsmaler.
In den Jahren von 1879 bis 1885 studierte Bergman an der Akademie der Bildenden Künste Krakau unter der Leitung von Izydor Jabłoński, Florian Cynk und Władysław Łuszczkiewicz. Am 28. Oktober 1885 trat er in die Malklasse der Königlichen Akademie der Bildenden Künste in München ein; studierte bei Sándor Wagner und Otto Seitz. In den Jahren von 1887 bis 1890 setzte er seine Studien in Krakau bei Jan Matejko fort.
1891 kehrte er nach Krosno zurück und heiratete. Von 1909 bis 1918 lebte er mit seiner Familie in Wien, dann wieder in Krosno, wo er eine eigens für ihn vom Architekten Jan Sas Zubrzycki entworfene Villa bewohnte. Bis zu seiner ersten Rückkehr nach Krosno 1891 malte Bergman hauptsächlich historische Bilder. Später schuf er Porträts, Figurendarstellungen und Genreszenen, hauptsächlich Damenporträts, auch Blumenkompositionen, Landschaften, Stillleben und religiöse Szenen. In der späteren Zeit seines Schaffens, noch unter dem Einfluss des Impressionismus, schuf er vor allem Bilder mit hellerem Ton. Er war auch der Schöpfer von Wandmalereien in Kirchen in Błażowa, Bobowa und Albigowa.